# Luise Danz
Luise Helene Elisabeth Danz, född 11 december 1917 i Walldorf, död 21 juni 2009, var SS-Aufseherin (lägervakt) i olika koncentrationsläger, bland andra Majdanek, Płaszów, Auschwitz-Birkenau och Malchow.

## Biografi
År 1940 påbörjade Danz en utbildning vid posten och lärde under denna tid känna koncentrationslägerläkaren Franz von Bodmann, med vilken hon inledde ett förhållande. År 1943 blev hon kallad till plikttjänstgöring och möjligen påskyndade hon denna kallelse för att kunna vara tillsammans med Bodmann. Hon genomgick en utbildning i Ravensbrück och började sedan arbeta i Majdanek, bland annat i skrädderiet, lägerköket och trädgårdsmästeriet. Efter evakueringen av Majdanek blev hon förflyttad till Płaszów och därifrån till Auschwitz-Birkenau, där hon bland annat hade ansvar för tvätteriet. Efter evakueringen av Auschwitz blev hon i januari 1945 förflyttad till Malchow, underläger till Ravensbrück, där hon blev överuppsyningskvinna. I Malchow tvingades 900 kvinnliga fångar arbeta för kemiföretaget Gesellschaft für die Verwertung chemischer Erzeugnisse.
Enligt vittnen skall Danz ha utvecklats från relativt medgörlig till sadistisk. Hon skall ha misshandlat kvinnliga fångar svårt, till exempel med sin piska eller genom slag. Hon skall också ha hängt ryska fångar. Efter kriget lyckades hon gå under jorden en tid, men blev den 1 juni 1945 fasttagen i Lützow och stod inför rätta under Auschwitzrättegången i Kraków. Hon anklagades bland annat för misshandel av kvinnliga fångar och dömdes i december 1947 till livstids fängelse, ett straff hon avtjänade i Polen fram till frisläppandet 1956.